# Annette Hess

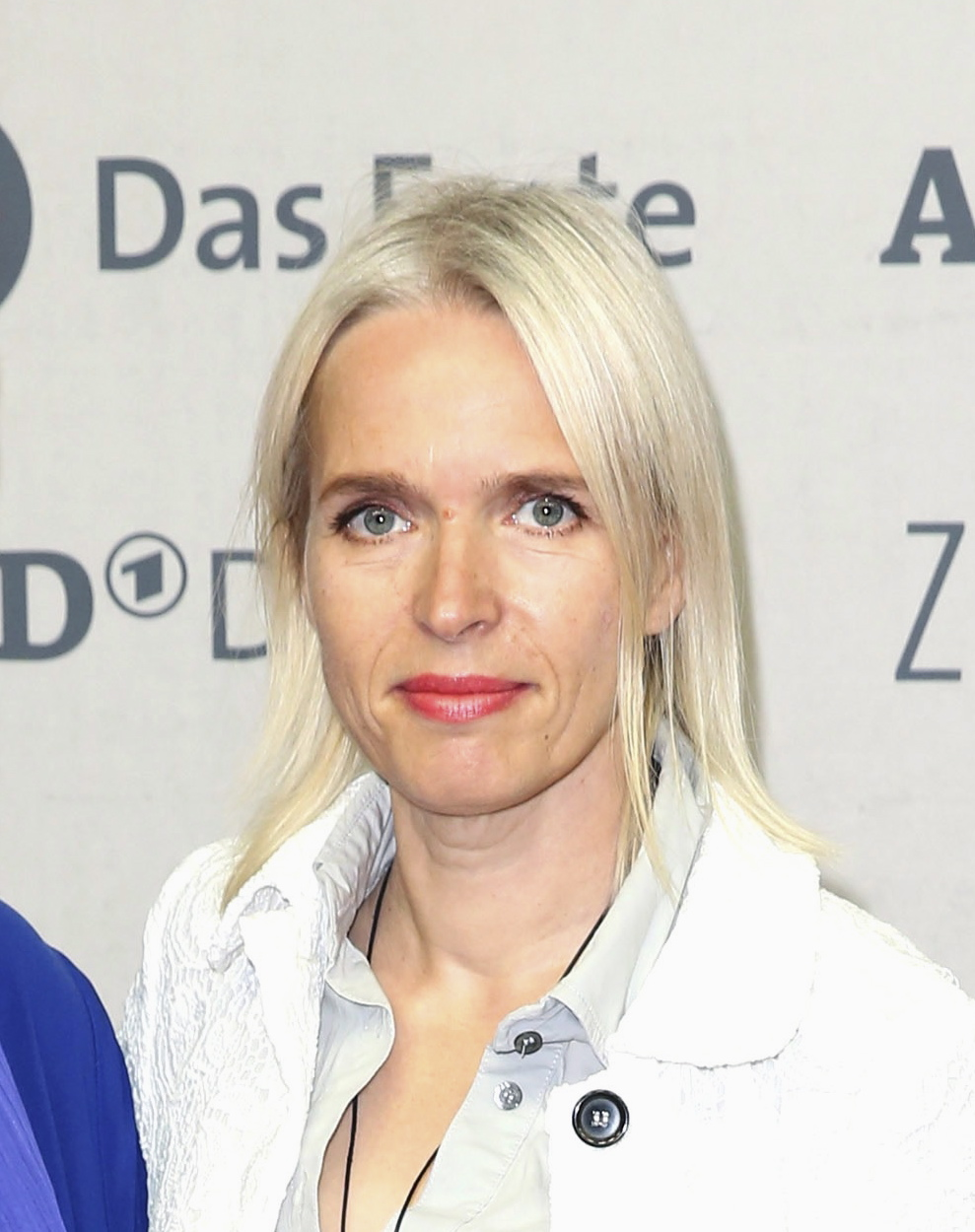
Annette Hess bei der Premiere von Weissensee 3, 2015

Annette Hess (* 18. Januar 1967 in Hannover) ist eine deutsche Schriftstellerin, Drehbuchautorin und Librettistin.

## Leben und Wirken
Annette Hess studierte von 1994 bis 1998 an der Universität der Künste Berlin Szenisches Schreiben unter anderem bei Dramatikern und Autoren wie Tankred Dorst, Gerlind Reinshagen, Christoph Hein und David Spencer. Ihre Abschlussarbeit, das Drehbuch Was nützt die Liebe in Gedanken, das sie zusammen mit Alexander Pfeuffer verfasste, nutzte Achim von Borries später als Vorlage für seinen gleichnamigen Kinofilm mit Daniel Brühl, August Diehl und Anna Maria Mühe.
Es folgten Tätigkeiten als freie Journalistin, Programm- und Regieassistentin beim ARD-Fernsehen und als Drehbuchlektorin für Produktionsfirmen und Sender.
Seit 2001 arbeitet Annette Hess ausschließlich als Drehbuchautorin. Sie schrieb zahlreiche Drehbücher für Fernsehserien und Fernsehfilme, wie zum Beispiel für den vielbeachteten, mehrfach ausgezeichneten ARD-Zweiteiler Die Frau vom Checkpoint Charlie mit Veronica Ferres (Regie: Miguel Alexandre), für In Liebe eine Eins mit Anna Loos (Regie: Hartmut Griesmayr) und für Die Holzbaronin mit Henriette Confurius (Regie: Marcus O. Rosenmüller), der als quotenstärkster Fernsehfilm des Jahres 2014 mit mehreren Preisen bedacht wurde.
Hess ist die Schöpferin der ARD-Serie Weissensee; im Frühjahr 2007 hatte sie die Konzeption als eine Art „Dallas in der DDR“ entwickelt. Sie gewann Regina Ziegler als Produzentin, die vom MDR den Produktionsauftrag für die erste Staffel erhielt. Diese hatte im September 2010 Fernseh-Premiere (Regie: Friedemann Fromm). Die zweite Staffel wurde im September 2013 ausgestrahlt. Für ihre Drehbucharbeit an Weissensee erhielt Annette Hess unter anderem den Preis der Autoren der Autorenstiftung Frankfurt 2011. Die Jury würdigte damit „eine herausragende schriftstellerische Leistung, die in ihrem unbestechlichen künstlerischen Anspruch den Beweis für die Vereinbarkeit von Qualität und Popularität im Fernsehen führt“.
Im Jahre 2015 produzierte die UFA den ZDF-Dreiteiler Ku’damm 56 nach der Idee und den Drehbüchern von Hess, die bei der Produktion auch als Creative Producer fungierte. Der mehrteilige Fernsehfilm erzählt von jungen Frauen der 1950er Jahre, ihrem Aufbegehren gegen das biedere, festsitzende Frauenbild und von deren Kampf um eine selbstbestimmte, weibliche Identität. Regie führte Sven Bohse. Es spielten unter anderem Sonja Gerhardt, Claudia Michelsen, Maria Ehrich und Emilia Schüle. Im März 2018 wurde im ZDF mit Ku’damm 59 die Fortsetzung ausgestrahlt. Der Dreiteiler erreichte hohe Einschaltquoten und wurde außerdem der Film mit der höchsten Abrufzahl seit Bestehen der ZDF-Mediathek.
Im Juli 2018 wurde bekannt, dass Annette Hess nach ihrer eigenen Idee den autobiografischen Roman „Christiane F. – Wir Kinder vom Bahnhof Zoo“ als achtteilige Serie entwickelt. Hierzu arbeitete sie erstmals als Headautorin mit einem Writersroom. Produziert wurde die Serie von Oliver Berben (Constantin Television). und feierte ihre Premiere auf Amazon Prime am 19. Februar 2021. Die Serie wurde in 35 Länder verkauft.
Annette Hess gehört neben Kristin Derfler, Volker A. Zahn und Orkun Ertener zu den Gründungsmitgliedern der Drehbuchautoren-Initiative Kontrakt 18, eine von mehr als 190 Drehbuchautoren unterzeichnete Selbstverpflichtung, die den Autoren mehr kreative Kontrolle und Mitsprache im Prozess der Filmherstellung ermöglichen soll. Seit 2024 ist Annette Hess Vorstandsmitglied des Deutschen Drehbuchverbandes (DDV), der 2023 aus der Fusion des Verbandes der Drehbuchautoren und Kontrakt 18 hervorgegangen ist.
Am 21. September 2018 erschien Hess’ Romandebüt „Deutsches Haus“ im Ullstein Verlag. Der Roman handelt von einer jungen Frau, die beim ersten Auschwitz-Prozess in Frankfurt als Dolmetscherin eingesetzt wird und im Verlaufe der Verhandlungen mit der Vergangenheit ihrer Familie konfrontiert wird. Der Roman wurde in 30 Sprachen übersetzt und erschien, u. a. in den USA, Spanien, Frankreich, Ungarn, Israel und Schweden. Im November 2023 lief die Verfilmung fürs Fernsehen an.
2019 bis April 2020 war Annette Hess gemeinsam mit Annie Hoffmann, Ralf Husmann und Kurt Krömer in der monatlichen, bei One ausgestrahlten Talkshow über Serien Seriös – Das Serienquartett zu sehen, bis die Sendung noch in der Staffel 2 von Sarah Kuttner, Hanna Huge, Robert Hofmann und Emily Thomey übernommen wurde. Die Sendung wird auf ONE ausgestrahlt.
Am 28. November 2021 feierte Ku’damm 56 – Das Musical, das Hess zusammen mit Ulf Leo Sommer und Peter Plate entwickelt hat, im Stage Theater des Westens in Berlin seine Weltpremiere. Am 5. Mai 2024 fand die Premiere der Fortsetzung Ku’damm 59 – Das Musical statt.

## Werke

### Filmografie
- 2002–2006: In aller Freundschaft
- 2004: Was nützt die Liebe in Gedanken (Vorlage)
- 2005: In Liebe eine Eins
- 2003–2006: SOKO Köln
- 2007: Die Frau vom Checkpoint Charlie
- 2007: Der fremde Gast
- 2008: Polizeiruf 110: Keiner schreit
- 2009: Heiße Spur
- 2010: Haltet die Welt an
- 2010: Eine Frage des Vertrauens
- 2010: Polizeiruf 110: Fremde im Spiegel
- 2010: Weissensee
- 2011: Polizeiruf 110: Die verlorene Tochter
- 2011: Am Ende die Hoffnung
- 2011: Ein weites Herz
- 2012: Die Holzbaronin
- 2013: Weissensee, 2. Staffel
- 2013: Die Toten von Hameln
- 2013: Die Spionin (2013)
- 2014: Die Seelen im Feuer
- 2014: Weissensee, 3. Staffel
- 2015: Der Kommissar und das Meer: In einer sternenlosen Nacht
- 2016: Ku’damm 56
- 2016: Der Kommissar und das Meer: Für immer Dein
- 2018: Der Kommissar und das Meer: Der wilde Jack
- 2018: Ku’damm 59
- 2021: Wir Kinder vom Bahnhof Zoo (Fernsehserie)
- 2021: Ku’damm 63
- 2023: Deutsches Haus (Fernsehfünfteiler)

### Roman
- 2018: Deutsches Haus. Ullstein-Verlag, Berlin 2018, ISBN 978-3-550-05024-4.

### Libretto
- 2021: Ku’damm 56 – Das Musical
- 2024: Ku’damm 59 – Das Musical

## Auszeichnungen
- 2008: Deutscher Fernsehpreis, Nominierung für Die Frau vom Checkpoint Charlie
- 2008: Jupiter, Bester TV-Spielfilm Die Frau vom Checkpoint Charlie
- 2011: Grimme-Preis, Nominierung für Weissensee I
- 2011: Preis der Autorenstiftung Frankfurt für Weissensee
- 2011: Deutscher Fernsehpreis, Beste Serie für Weissensee
- 2013: Festival de Télévision de Monte-Carlo, Nominierung „Bester Mehrteiler“ für Die Holzbaronin
- 2014: Banff World Media Festival, Rockie Award als bester Film in der Kategorie „Made for TV-Movie“ für Die Holzbaronin
- 2014: Grimme-Preis, Nominierung für Weissensee II
- 2015: Arbeitsstipendium der Stiftelsen Bergmangårdarna på Fårö
- 2016: Grimme-Preis für Weissensee III
- 2016: Festival de la fiction TV de La Rochelle, Meilleure Fiction Européenne für Ku’damm 56
- 2017: Deutscher Fernsehpreis für das beste Buch für Ku’damm 56
- 2017: Grimme-Preis, Nominierung für Ku’damm 56
- 2019: Deutscher Fernsehpreis, Nominierung Bester Mehrteiler für Ku’damm 59
- 2020: Premio Ragazzi Letterario Adei-Wizo, Italien, für Deutsches Haus
- 2022: Deutscher Musical Theater Preis für Ku’damm 56 – Das Musical in der Kategorie „Bestes Musical“[12]
- 2024: Grimme-Preis, Nominierung für Deutsches Haus
- 2024: Critics’ Choice Television Award, Nominierung Beste fremdsprachige Serie für Deutsches Haus
- 2024: Deadline Disruptor Award (Seriencamp)[13]
- 2024: Deutscher Fernsehpreis, Nominierung beste Drama-Serie für Deutsches Haus
- 2024: Deutscher Fernsehpreis für das beste Buch für Deutsches Haus